# Campeonato Mineiro 1932
In 1932 werd het achttiende Campeonato Mineiro gespeeld voor voetbalclubs uit de Braziliaanse staat Minas Gerais. Een aantal clubs hadden vorig jaar de Liga Mineira de Desportos Terrestres (LMDT) verlaten en richtten de nieuwe bond Associação Mineira de Esportes Geraes (AMEG) op. De clubs vonden dat LMDT Atlético bevoordeelde en waren het hier niet langer mee eens. Er werden dit jaar twee competities gespeeld die elk officieel erkend zijn. De competitie van de LMDT werd gespeeld van 17 april tot 11 december en makkelijk gewonnen door Atlético. De competitie van de AMEG werd gespeeld van 29 mei tot 13 november en gewonnen door Villa Nova, tevens de eerste keer dat een club van buiten Belo Horizonte de titel kon winnen.

## Eindstand LMDT
| Plaats | Club           | Wed. | W  | G | V  | Saldo | Ptn. |
| ------ | -------------- | ---- | -- | - | -- | ----- | ---- |
| 1.     | Atlético       | 14   | 12 | 2 | 0  | 48:12 | 26   |
| 2.     | Retiro         | 14   | 8  | 2 | 4  | 42:27 | 18   |
| 3.     | Alves Nogueira | 14   | 6  | 3 | 5  | 35:30 | 15   |
| 4.     | Guarany FBC    | 14   | 7  | 1 | 6  | 31:36 | 15   |
| 5.     | Carlos Prates  | 14   | 5  | 4 | 5  | 23:22 | 14   |
| 6.     | Fluminense     | 14   | 4  | 5 | 5  | 34:30 | 13   |
| 7.     | Santa Cruz     | 14   | 3  | 1 | 10 | 19:43 | 7    |
| 8.     | Calafate       | 14   | 1  | 2 | 11 | 18:47 | 4    |

|  | Kampioen |

### Kampioen
| Campeonato Mineiro de 1932 |
| -------------------------- |
| ATLÉTICO (5º Titel)        |

## Eindstand AMEG
| Plaats | Club             | Wed. | W | G | V | Saldo | Ptn. |
| ------ | ---------------- | ---- | - | - | - | ----- | ---- |
| 1.     | Villa Nova       | 10   | 8 | 2 | 0 | 34:7  | 18   |
| 2.     | Palestra Itália  | 10   | 7 | 1 | 2 | 34:17 | 15   |
| 3.     | Sete de Setembro | 10   | 5 | 1 | 4 | 15:22 | 11   |
| 4.     | América          | 10   | 4 | 0 | 6 | 21:17 | 8    |
| 5.     | Vespasiano       | 10   | 2 | 1 | 7 | 15:28 | 5    |
| 6.     | Grêmio Calafate  | 10   | 1 | 1 | 8 | 7:36  | 3    |

|  | Kampioen |

### Kampioen
| Campeonato Mineiro de 1932 |
| -------------------------- |
| VILLA NOVA (1º Titel)      |